# Блоцький Володимир Броніславович
Влодзімеж Бло́цький, або Володимир Броніславович Бло́цький (пол. Włodzimierz Błocki; 1885, Львів — 16 травня 1920, Закопане) — польський живописець, графік. Син ботаніка Броніслава Блоцького.

## Біографія
Народився 1885 року в місті Львові (нині Україна). Початкову художню освіту здобув у Львівській художньо-промисловій школі. З 1903 по 1910 роках навчався у Краківській академії образотворчих мистецтв у Флоріана Цинка, Константи Лящка, Леона Вичулковського. В академії відзначався нагородами, зокрема мав три срібні медалі за живопис та дві бронзові медалі за графіку. 1911 року відвідав Флоренцію, Рим, Неаполь, у 1914 році — Париж.
Помер 16 травня 1920 в місті Закопаному від туберкульозу. Похований на Новому цвинтарі в Закопаному.

## Творчість
Автор жанрових картин на побутові теми, портретів, пейзажів, малював еротичні композиції; займався аквафорте та плакатом. Серед робіт:
- «Неаполітанське узбережжя» (1908);
- «Пінія» (1909);
- «Портрет скрипаля» (1909);
- «У саду» (1910);
- «Замислений старий» (1910);
- «Костел святого Марка в Кракові» (1911);
- «Портрет ректора Й. Більчевського» (для Львівського університету);
- «Портрет художника С. Обста» (1911);
- «Жінка з дзеркалом» (1912);
- «У майстерні ляльок»;
- «Карлиця»;
- «Дама з кроликом»;
- «Кокетка»;
- «Квіти і японська фігурка» (1916).

Брав участь у виставках у Львові з 1911 року. Персональні виставки відбулися посмертно у 1921 році у Львівському промисловому музеї та Варшавському товаристві заохочення витончених мистецтв.
Роботи художника зберігаються у Львівській галереї мистецтв і Національному музеї у Кракові.

## Галерея

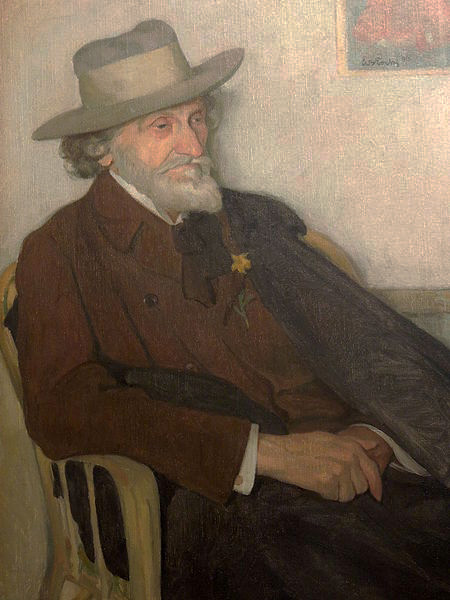
«Портрет художника С. Обста»
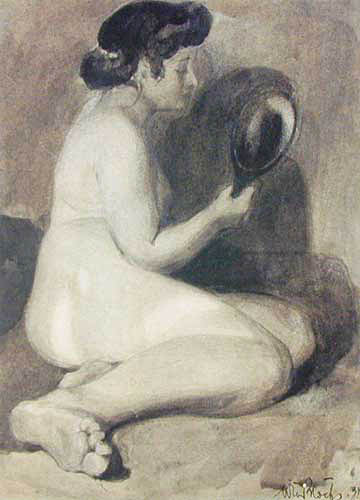
«Жінка з дзеркалом»
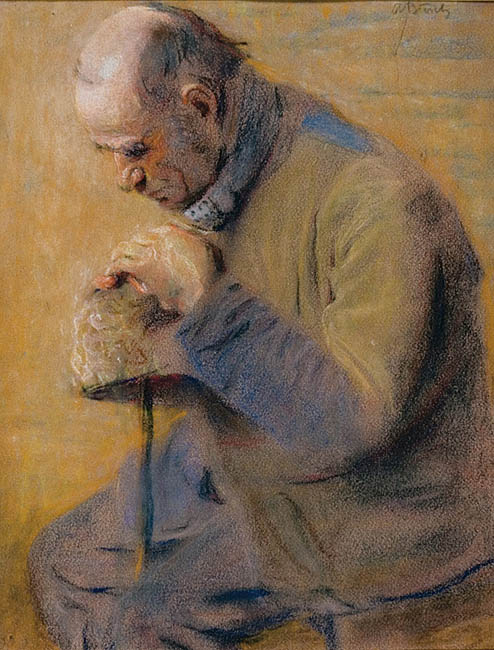
«Замислений старий»
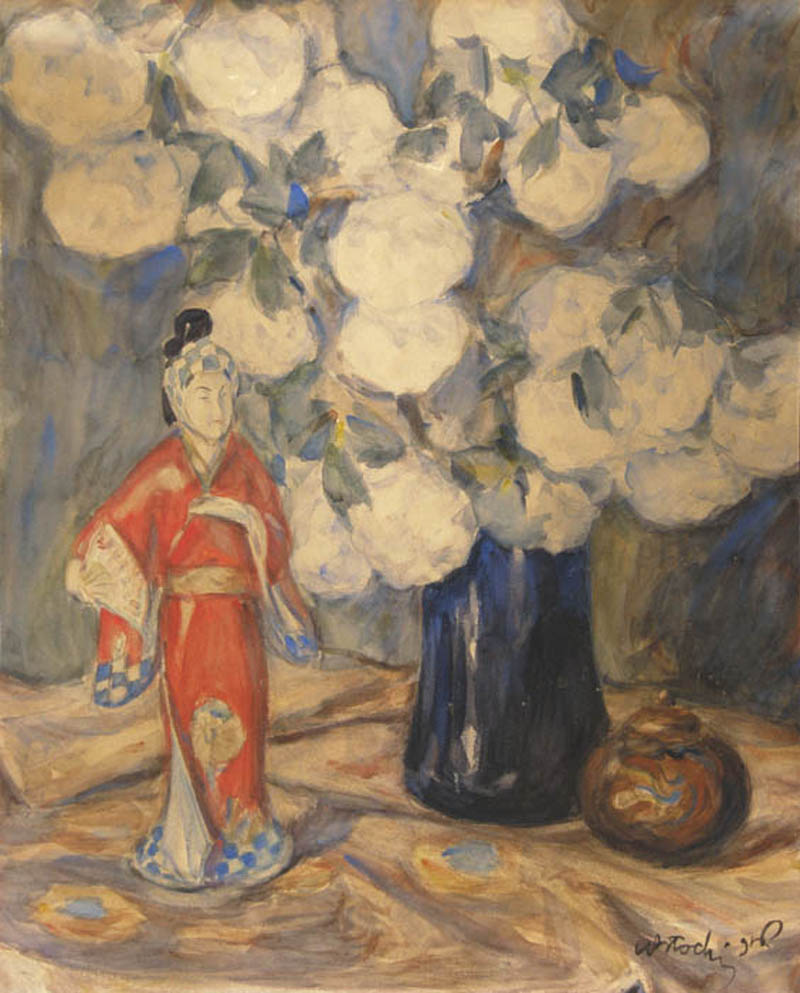
«Квіти і японська фігурка»